# Illach
Die Illach ist ein fast 29 km langer rechter Zufluss des Lechs in Oberbayern mit einem Einzugsgebiet von rund 61 km².

## Name
Der Fluss wird im Jahr 1060 (Ilaha) erstmals urkundlich genannt. Der Name leitet sich vom keltischen *Elika (='die Antreibende') ab. Die Endung wurde später vom althochdeutschen -aha ersetzt.

## Geographie

### Verlauf
Die Illach entsteht am Nordhang des Hochwildfeuerbergs im Trauchbergmassiv der Ammergauer Alpen, wo sie gleich durch ein Gefieder von Nebenbächen gespeist wird, deren bedeutendster auf ca. 1260 m ü. NHN sogar etwas höher entspringt und Markbächl genannt wird. Im Oberlauf fließt die Illach hauptsächlich in nördlicher Richtung durch das Gebiet der Gemeinden Wildsteig und Rottenbuch, wendet sich etwa beim Rottenbucher Ortsteil Rudersau nach Westen und erreicht schließlich gleich unterhalb der Lechstaustufe 3 bei Urspring in der Gemeinde Steingaden rechtsseits den Lech.
Der Abfluss der Illach schwankt zwischen 1 m³/s bei Niedrigwasser und 60 m³/s bei Hochwasser; diese große Spanne kommt durch das voralpine Niederschlagsregime zustande.

### Zuflüsse
Liste direkter Zuflüsse, von der Quelle zur Mündung. Auswahl.
- Markbächl, von links auf etwa 908 m ü. NHN nahe dem Naturschutzgebiet Gerstenfilz, 2,1 km und 0,5 km²
- Nesselgraben, von links auf etwa 860 m ü. NHN zwischen Wildsteig-Hausen und -Schildschwaig, 2,7 km und 1,1 km²
- Seehausbach, von links auf etwa 860 m ü. NHN vor Wildsteig-Seemühle, 1,8 km und 8,0 km²;
nimmt kurz vor der Mündung von links den bedeutenderen Schwarzenbach (6,4 km und 7,3 km²) auf
- Schindgraben, von links auf etwa 829 m ü. NHN
- Reiswiesgraben, von links auf etwa 782 m ü. NHN nach Rottenbuch-Rudersau, 2,3 km und 0,8 km²
- Kellershofer Bach, von rechts auf etwa 777 m ü. NHN gegenüber Steingaden-Boschach
- Rentschengraben, von links auf etwa 774 m ü. NHN, 1,7 km und 0,6 km²
- Engengraben, von rechts auf etwa 770 m ü. NHN vor Steingaden-Engen
- Lauterbach, von links auf etwa 747 m ü. NHN
- Neuhausbach oder Neuhauser Bach, von links auf etwa 735 m ü. NHN bei Steingaden, 7,0 km und 19,4 km²
- Brauneckgraben, von rechts auf etwa 715 m ü. NHN unmittelbar vor der Mündung, 1,8 km und 0,7 km²